# Вока
Во̀ка (на италиански: Vocca; на пиемонтски: Voca) е село и община в Северна Италия, провинция Верчели, регион Пиемонт. Разположено е на 506 m надморска височина. Населението на общината е 172 души (към 2010 г.).